# Almost Love
«Almost Love» — песня, записанная американской певицей Сабриной Карпентер с её третьего студийного альбома Singular: Act I (2018), ставшая вступительным треком альбома. Описанная как данс-поп-песня, она была написана Сабриной Карпентер, Стеф Джонс, Нейтом Кампани и Миккелем Эриксеном, а продюсированием занималась Stargate. Она была выпущена лейблом Hollywood Records в качестве ведущего сингла с альбома Singular: ActIon 6 июня 2018 года.
Это сопровождалось музыкальным клипом режиссёра Ханны Лакс Дэвис, премьера которого состоялась на её канале Vevo 12 июля 2018 года. Фильм был снят в мае 2018 года в Историческом музее Пасадены в Пасадене, Калифорния, и в нём фигурирует романтический партнер Карпентера Ноам Сиглер. Карпентер продвигал «Almost Love» несколькими живыми выступлениями, в том числе на Wango Tango 2 июня 2018 года и на The Late Late Show с Джеймсом Корденом.

## Предыстория и запись
13 мая Карпентер объявила через Twitter, что сингл выйдет 6 июня, а днем позже она сообщила, что исполнит песню в Wango Tango, за четыре дня до официального релиза. «Almost Love» была написана и записана в понедельник в начале 2018 года за три часа и стала одной из последних песен, которые были записаны для альбома. Концепция песни зародилась, когда Карпентер увидела свой телефон, в котором была записка с надписью название трека. Карпентер объяснил в интервью журналу BUILD Series LND: «У меня так много раз в жизни были подобные встречи, эти почти взаимодействия, которые никогда полностью ни во что не перерастают, и это что-то вроде отношений, и вы никогда полностью не заканчиваете историю». Карпентер рассказала Billboard, что, когда она писала песню, она не думала: «Я все ещё должна написать этот первый сингл». Карпентер сказал: «Когда мы закончили прослушивать песню, в моем голосе прозвучали уверенность и индивидуальность, которых у меня раньше не было. Всякий раз, когда я слушал её, мне физически хотелось встать и потанцевать, и у меня никогда не было такой песни».
Песня была написана в январе 2018 года Сабриной Карпентер, Стеф Джонс, Нейтом Кампани и Миккелем Эриксеном и спродюсирована Stargate. Тим Блэксмит и Дэнни Ди были исполнительными продюсерами трека, в то время как Миккель Эриксен программировал и играл на всех инструментах. Томас Уоррен и Эриксен записали трек в Stellar House в Венисе, штат Калифорния. Песня была сведена Эриком Джей Дубовски в студии Hercules St. Studios в Сиднее, а Тим Уотт выступил ассистентом по микшированию. Мастеринг песни был выполнен Крисом Герингером в студии Sterling Sound в Нью-Йорке.

## Композиция и лирическая интерпретация
«Almost Love» — песня в стиле дэнс-поп с электропоп-ритмом. В лирическом плане песня об отношениях, которые ни одна из сторон не воспринимает всерьез. Второй куплет был последней частью, которая была написана, а последняя лирика, которая была написана, «Я хочу тебя, как одиночка хочет пустую комнату», оказалась любимой лирикой Карпентера в треке.

## Коммерческая эффективность
«Almost Love» достигла 21-й строчки в американском чарте Mainstream Top 40 Airplay и достигла вершины чарта песен Dance Club Songs, заняв там третье место по итогам года.

## Музыкальное видео

### Предыстория и релиз
Лирическое видео режиссёра Элиаса Тахана сопровождало релиз песни. К услугам гостей караоке-бар Carpenter. Официальное музыкальное видео было выпущено на Vevo и YouTube 12 июля 2018 года. Режиссёром выступила Ханна Лакс Дэвис, а съемки проходили в Историческом музее Пасадены в мае 2018 года.

### Краткий обзор
Видео начинается с того, что Карпентер сидит на диване со своими бэк-танцорами и читает книгу под названием «Almost Love». Её танцоры-дублеры, похоже, высказывают ей свои предложения и комментарии. Затем Карпентер откладывает книгу и начинает вставать и танцевать со своими дублерами. Немного погодя её подтанцовщики садятся, и она танцует сама. Затем она открывает стеклянную коробочку с губной помадой. Она выбирает красное и надевает его. В следующей сцене видно, как Карпентер спускается и танцует на лестнице и в проходе со своими танцовщицами-дублершами, где на ней красная помада, которую она выбрала в предыдущей сцене, но на ней новый наряд. Затем видно, как её танцовщицы-дублерши соблазняют нескольких мужчин, играя в поло и поедая мороженое на лужайке. В следующей сцене Карпентер в блестящем красном блейзере танцует в комнате со всеми своими танцорами-дублерами. Позже она распахивает свой блейзер. В финальной сцене видно, как Карпентер уводит своего любовника (его играет Ноам Сиглер) в отдельную комнату. Из-за архитектуры и растений комната выглядит так, словно попала сюда из Древней Греции. Затем Карпентер сближается со своим любовным интересом, и в конце концов они целуются. Пока они целуются, любовный интерес Карпентера превращается в камень. В частности, статуя, изображенная на обложке альбома. Танцовщицы-дублерши Carpenters делают то же самое со своими любовными увлечениями, и происходит то же самое. Затем Карпентер появляется в сцене ночного клуба, где она танцует со своими бэк-танцорами. Затем на всеобщее обозрение выставляется статуя «почти» любовного интереса карпентеров. Видео заканчивается тем, что Карпентер снимает чёрную вуаль в сцене на дорожке, а также тем, что Карпентер закрывает книгу в первой сцене.

### Критический прием
Тейлор Филдс из iHeartRadio сравнила Карпентер в клипе с Медузой из греческого мифа, сказав: «Хотя у Карпентер в этом клипе нет змей вместо волос (ее супер светлые волосы выглядят потрясающе), она также превращает мужчин в камень — как и её команда девушек — одним поцелуем». Мэтт Моэн Журнал Paper описал видео как «Трепет от того, будут они или не будут, который перерастает в кульминацию сборника рассказов». Джордан Миллер из BreatheTheHeavy описал Карпентер как «Хладнокровную роковую женщину».

## Живые выступления
Карпентер впервые исполнил песню на Wango Tango 2 июня 2018 года, за четыре дня до даты релиза. 1 октября 2018 года Карпентер исполнил песню на The Late Late Show с Джеймсом Корденом.

## Кредиты и персонал

### Запись и менеджмент
- Записано в The Stellar House (Венис, Калифорния)
- Сведено в Hercules St. Studios (Сидней)
- Мастеринг в Sterling Sound (Нью-Йорк)
- Музыка Seven Summits (BMI) Сама по себе obo и музыка Pink Mic (BMI), музыка Vistaville (ASCAP) сама по себе obo, Не то, что Стеф Джонс (ASCAP) и Big Deal Hits (ASCAP), издательство Dear Cleveland Publishing/Где Da Kasz At/Prescription Songs LLC (BMI) все права принадлежат Songs of Kobalt Music Publishing, EMI April Music, Inc. (ASCAP) obo EMI Music Publishing Ltd. (ПРС)

### Персонал
- Сабрина Карпентер — ведущий вокал, автор песен
- Стеф Джонс — автор песен
- Нейт Кампани — автор песен
- Миккель Эриксен — автор песен, звукозапись; продюсирование для 45th и 3rd Music, LLC, все программирование, все инструменты (как часть Stargate)
- Тим Блэксмит — исполнительный продюсер Tim & Danny Music LLC
- Дэнни Ди — исполнительный продюсер Tim & Danny Music LLC
- Томас Уоррен — запись
- Эрик Дубовски — сведение
- Тим Уотт — ассистент по микшированию
- Крис Герингер — мастеринг

Титры адаптированы из Singular: Act I.[7]